# Шапел Бертен
Шапел Бертен (фр. Chapelle-Bertin) насеље је и општина у централној Француској у региону Оверња, у департману Горња Лоара која припада префектури Пиј ан Веле.
По подацима из 2011. године у општини је живело 55 становника, а густина насељености је износила 4,87 становника/km². Општина се простире на површини од 11,29 km². Налази се на средњој надморској висини од 1100 метара (максималној 1.136 m, а минималној 680 m).

## Демографија
| 1962. | 1968. | 1975. | 1982. | 1990. | 1999. | 2011. |
| ----- | ----- | ----- | ----- | ----- | ----- | ----- |
| 120   | 140   | 104   | 84    | 88    | 72    | 55    |

График промене броја становника у току последњих година